# Boris Satovskij
| 541508 Liucixin         | 27 agosto 2011    |
| 541575 Mikhailnazarov   | 28 settembre 2011 |
| 541631 Kirbulychev      | 21 settembre 2011 |
| 542084 Olegverkhodanov  | 12 luglio 2012    |
| 545560 Fersman          | 27 agosto 2011    |
| 545839 Hernánletelier   | 21 settembre 2011 |
| 545985 Galinaermolenko  | 3 novembre 2011   |
| 548263 Alexandertutov   | 19 marzo 2010     |
| 549418 Andreifesenko    | 23 settembre 2009 |
| 549648 Shirokov         | 27 agosto 2011    |
| 549706 Spbuni           | 21 settembre 2011 |
| 549873 Portsevskii      | 26 ottobre 2011   |
| 549996 Dmitriiguliutin  | 31 ottobre 2011   |
| 550525 Sigourneyweaver  | 12 luglio 2012    |
| 553035 Faikmusayev      | 10 gennaio 2011   |
| 562237 Chentsov         | 22 novembre 2011  |
| 564780 Igorkarachentsev | 25 ottobre 2011   |
| 565571 Shtol            | 24 novembre 2011  |
| 567329 Zinaida          | 24 settembre 2009 |
| 573731 Matsnev          | 23 settembre 2009 |
| 573759 Rocheva          | 17 settembre 2009 |
| 574742 Annatsybuleva    | 10 novembre 2010  |
| 577883 Yelenametyolkina | 30 agosto 2009    |
| 583729 Tejfel           | 21 ottobre 2011   |
| 583972 Rybnikov         | 22 ottobre 2011   |
| 584311 Pozhlakov        | 20 novembre 2011  |
| 590335 Mikhailkuzmin    | 3 novembre 2011   |
| 592170 Arkadyinin       | 24 novembre 2011  |
| 599019 Jerzymadej       | 29 agosto 2009    |
| 605499 Krupko           | 30 agosto 2011    |
| 633326 Allashapovalova  | 11 settembre 2009 |
| 633348 Shvartsman       | 17 settembre 2009 |
| 633570 Viktorzagainov   | 21 ottobre 2009   |
| 633909 Lazutkin         | 31 agosto 2010    |
| 634539 Kuvaev           | 28 ottobre 2011   |
| 649792 Sergejbondar     | 19 settembre 2011 |

Boris Satovskij (in russo Борис Сатовский?; ...) è un astronomo amatoriale russo.
Il Minor Planet Center gli accredita le scoperte di quarantadue asteroidi, effettuate tra il 2009 e il 2012, tutte in collaborazione con Timur Valer'evič Krjačko.